# Kanton Cayenne-6 Sud-Est

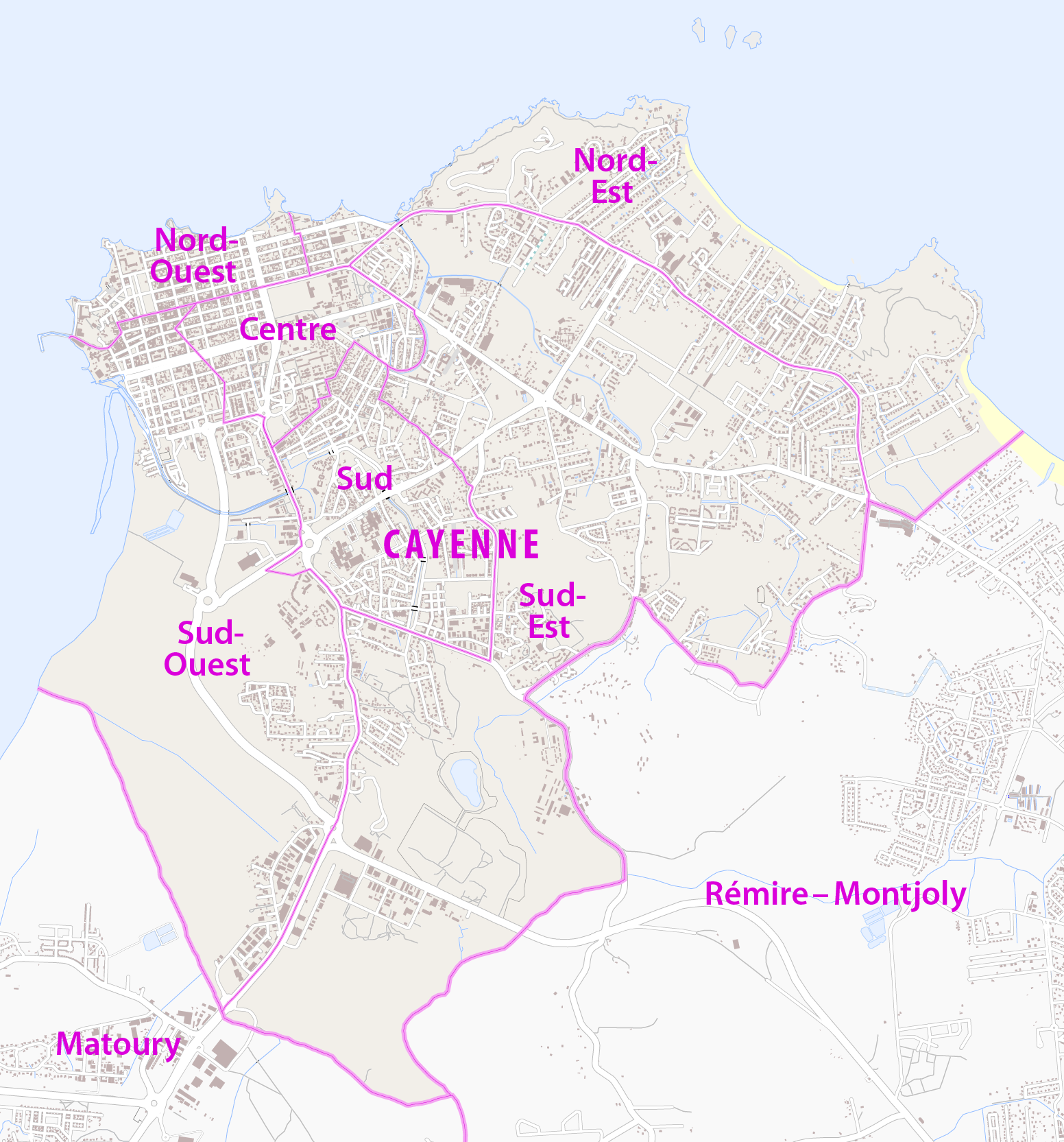

Kanton Cayenne-6 Sud-Est (francouzsky Canton de Cayenne-6 Sud-Est) byl francouzský kanton v departementu Francouzská Guyana v regionu Francouzská Guyana. Byl tvořen částí města Cayenne. Zrušen byl po reformě kantonů 2014.